# Indikator (Linguistik)
Der Ausdruck Indikator wird in der Sprachwissenschaft in unterschiedlichen Zusammenhängen verwendet.

## Indikator als Oberbegriff für indexikalische und demonstrative Ausdrücke
Indikator ist neben Eigennamen und Kennzeichnungen ein Typ eines singulären Ausdrucks und wird als Oberbegriff für indexikalische Ausdrücke und demonstrative Ausdrücke verwandt. Im Englischen ist stattdessen der Ausdruck Indexicals geläufig.

## Indikator im Sinne von deiktischer Ausdruck
Indikatoren sind zum einen Ausdrücke wie ich, hie, dieser, heute, deren Bedeutung vom jeweiligen Zusammenhang der Äußerung abhängt.
Der Ausdruck Indikator ist dann gleichbedeutend (synonym) mit folgenden Ausdrücken:
- deiktischer Ausdruck
- indexikalischer Ausdruck (Bar-Hillel)
- shifters (Reichenbach)
- egocentric particulars (Russell).

Näheres findet sich unter deiktischer Ausdruck.
In einem ähnlichen, jedoch etwas engeren Sinn verwendete Morris den Ausdruck Identifikator. Damit bezeichnete Morris Zeichen, die Raum-Zeit-Punkte („Lokata“) bezeichnen.

## Indikator im Sinne von illokutiven Indikator (Searle)
Der Ausdruck Indikator wird auch in der Sprechakttheorie in der Wendung illokutiver Indikator verwendet.
Er bezeichnet bei Searle alle sprachlichen Mittel. die die illokutionäre Kraft bestimmen. Dazu zählen sprachabhängig Intonation, Modus, Interpunktion, Wort- und Satzgliedstellung, Modalverben usw.
Mitunter wird darunter – enger – nur verstanden ein
„Partikelwort oder Kurzphrase mit der Funktion, einen sonst vieldeutigen Satz zu vereindeutigen“.